# Аленвилер
Аленвилер (фр. Allenwiller) насеље је и општина у источној Француској у региону Алзас, у департману Доња Рајна која припада префектури Саверн.
По подацима из 2011. године у општини је живело 516 становника, а густина насељености је износила 86,58 становника/km². Општина се простире на површини од 5,96 km². Налази се на средњој надморској висини од 250 метара (максималној 400 m, а минималној 225 m).

## Демографија
| 1962. | 1968. | 1975. | 1982. | 1990. | 1999. | 2011. |
| ----- | ----- | ----- | ----- | ----- | ----- | ----- |
| 358   | 381   | 378   | 393   | 418   | 453   | 516   |

График промене броја становника у току последњих година